# 馬卡哈 (夏威夷州)
馬卡哈（英語：Makaha）是位於美國夏威夷州檀香山縣的一個人口普查指定地區。

## 地理
馬卡哈的座標為21°28′14″N 158°12′51″W / 21.47056°N 158.21417°W，而該地最高點為海拔高度6米（即20英尺）。

## 人口
根據2010年美國人口普查的數據，馬卡哈的面積為13.60平方千米，當中陸地面積為6.00平方千米，而水域面積為7.60平方千米。當地共有人口8278人，而人口密度為每平方千米608.68人。